# 劉亜男 (バレーボール)
劉 亜男（りゅう あなん、中文:劉亞男、簡体字:刘亚男、ラテン翻記:Liu Yanan、女性、1980年9月29日 - ）は、中華人民共和国のバレーボール選手である。元中華人民共和国代表。アテネオリンピック金メダリスト。

## 来歴
遼寧省大連市出身。1991年の地元のアマチュアチームに入団しバレーボールを始める。1994年には遼寧省ユースチームに選出され、1998年にナショナルユースチーム入りを果たした。2001年にナショナルチーム入りした。
2000年代前半の中国バレーボールチームの黄金期を支えた一人で、馮坤とのコンビ（高速Cクイック）は有名である。

## 球歴
- 2001年 - ワールドグランドチャンピオンズカップ 金メダル
- 2003年 - ワールドグランプリ 金メダル
- 2003年 - ワールドカップ 金メダル
- 2004年 - アテネオリンピック 金メダル
- 2008年 - 北京オリンピック 銅メダル

## 参考
- FIVB公式プロフィール
- 中国奥委会（中華人民共和国オリンピック委員会）- プロフィール